# NGC 1281
NGC 1281 é uma galáxia elíptica (E5) localizada na direcção da constelação de Perseus. Possui uma declinação de +41° 37' 47" e uma ascensão recta de 3 horas, 20 minutos e 06,3 segundos.